# Карпилівка (Лубенський район)
Карпи́лівка — село в Україні, у Новооржицькій громаді Лубенського району Полтавської області. Населення становить 323 осіб. Колишній орган місцевого самоврядування — Духівська сільська рада.

## Географія
Село Карпилівка знаходиться на правому березі річки Удай, вище за течією на відстані 3 км розташоване село Повстин, нижче за течією на відстані 2,5 км розташоване село Духове, на протилежному березі — село Скибинці. Річка в цьому місці звивиста, утворює лимани, стариці та заболочені озера. Поруч проходить автомобільна дорога М03.

## Історія
- 12 червня 2020 року, відповідно до розпорядження Кабінету Міністрів України № 721-р «Про визначення адміністративних центрів та затвердження територій територіальних громад Полтавської області», село увійшло до складу Новооржицької селищної громади[1].
- 19 липня 2020 року, в результаті адміністративно - територіальної реформи та ліквідації  Оржицького району, село увійшло до складу новоутвореного Лубенського району[2].

## Населення
Згідно з переписом УРСР 1989 року чисельність наявного населення села становила 531 особа, з яких 222 чоловіки та 309 жінок. За переписом населення України 2001 року в селі мешкало 390 осіб.

### Мова
Розподіл населення за рідною мовою за даними перепису 2001 року:
| Мова       | Відсоток |
| ---------- | -------- |
| українська | 97,95 %  |
| російська  | 1,28 %   |
| білоруська | 0,51 %   |
| молдовська | 0,26 %   |

## Історія
Під час проведеного радянською владою Голодомору 1932—1933 років померло щонайменше 237 жителів села.

## Економіка
- Птахо-товарна ферма.
- Сільгосппідприємство «Карпілівське».
- ПП «Карпилівка».
- ТОВ «Прометей».

## Об'єкти соціальної сфери
- Будинок культури.
- Фельдшерсько-акушерський пункт.

## Відомі люди
- Мишко Дмитро Іванович — український радянський історик.
- Усенко Валерій Іванович — фельдшер лазарету 4-ї Київської дивізії Армії УНР, Герой Другого Зимового походу.
- Рак Павло Миколайович (1916 — 1944) — Герой Радянського Союзу.[7]